# Rashid Masharawi
Rashid Masharawi ( Campamento de Shati, Franja de Gaza, Palestina, 1962 ) es un director y guionista de cine cuya producción fílmica está inspirada en su propia experiencia sobre la vida cotidiana de los palestinos. 

## Actividad profesional
Vivió hasta los 18 años en el campamento de refugiados donde había nacido. A esa edad empezó a trabajar en el campo audiovisual en diversos puestos, incluida la dirección de arte, y a partir de 1986 comenzó a dirigir sus películas convirtiéndose en el primer director de cine palestino que trabajaba en la industria fílmica israelí en el contexto del conflicto con los árabes; inicialmente realizó cortometrajes y documentales y en 1991 codirigió con Hany Abu-Assad para la BBC el documental Long Days in Gaza o Ayam Tawila Fi Ghaza.

Residió siempre en Ramallah y su producción fílmica está inspirada en su propia experiencia sobre la vida cotidiana de los palestinos. En aquella ciudad fundó en 1996, el “Centro de Producción y de Distribución Cinematográfica", un punto de encuentro cultural que ofrece además instalaciones para filmar y estudiar cine; también creó el Cine Móvil, que viaja cada año exhibiendo películas en los campos de refugiados.
Fue el único director de cine palestino que durante las décadas de 1980 y 1990 incluía en su temática los campos de refugiados. En sus filmes los palestinos son mostrados atrapados en la realidad política del conflicto árabe-israelí; así, por ejemplo, en Hatta Ishaar Akhar (Couvre-Feu o Curfew ), su primer largometraje de ficción, los retrató sumidos en el tedio de la espera durante las horas del toque de queda establecido por el ejército israelí sin poder salir de sus casas. Otros filmes recordables son Rabab, referida a la violencia contra la mujer en los campos de refugiados, Haifa, una película multipremiada que integró la selección oficial de la sección Un certain regard  del Festival de Cine de Cannes en 1996. y El cumpleaños de Leila, que fue selección oficial en el Festival Internacional de Cine de San Sebastián de 2008 y obtuvo varios premios y nominaciones en festivales.

## Valoración
Los guiones de Masharawi tienen interrelaciones claras pero complejas, que transmiten la sensación de un espacio abierto, dinámico y en capas que se compone momentáneamente como para leerse como un diagrama, que contrastan con los límites fijos determinados por la historia elegida por el director o por la restricción real para el rodaje, el movimiento, etc. Las narraciones individuales se combinan con la geografía para sugerir el espacio y el tiempo de situaciones colectivas únicas. 
Sus filmes no aluden a una idílica situación anterior a 1948 sino a un presente atravesado por el dolor y la desesperación de los desplazados, atrapados en un callejón sin salida y soportando –y esperando- una calamidad tras otra. Sus personajes comparten las experiencias fuertes de los bloqueos, del confinamiento por el toque de queda, del exilio y así cada historia individual es una alegoría de la colectiva y una representación del trauma nacional, del trauma del desplazado.

## Televisión
Director, guionista y director de fotografía
- One Family: The Price of Bread (Documental, 1991)

Aparición como él mismo
- Cinema 3 (serie)
  - Episodio del 20 de junio de 2009
- Le cercle du cinéma (serie, 1997)
  - Episodio del 20 de noviembre de 1997.

Codirector
- Long Days in Gaza o Ayam Tawila Fi Ghaza  codirigida por Hany Abu-Assad (Documental, 1991)[7]

## Filmografía
Intervino en las siguientes películas:
Director
- Writing on Snow (2017)
- Rasael men Al Yarmouk (Documental, 2014)
- Falastine Stereo  (2013)
- Land of the Story (Documental, 2012)
- Al ajniha assaghira (Documental, 2009)
- El cumpleaños de Laila (2008)
- Attente o Waiting (2005)
- Arafat, mon frère (Documental, 2005)
- En direct de Palestine (Documental, 2003)
- Ticket to Jerusalem (2002)
- Stress (1998)
- Tension  (Cortometraje documental, 1998)
- Haïfa (1996)
- Waiting (1994)
- Hatta Ishaar Akhar o  Curfew o Toque de queda  (1994)
- The Magician  (Cortometraje, 1992)
- Dar o Dour (Documental, 1990)
- Ha Miklat o The shelter (Cortometraje, 1988)
- Te'udat Ma'avar o Across the Border (Cortometraje, 1987)
- Travel Document  (Cortometraje, 1986)

Guionista
- Writing on Snow (2017)
- Rasael men Al Yarmouk (Documental, 2014)
- Falastine Stereo  (2013)
- Land of the Story (Documental, 2012)
- Al ajniha assaghira (Documental, 2009)
- El cumpleaños de Laila (2008)
- Attente (2005)
- Shaharazad - One Moon (Cortometraje, 2003)
- Hommos el Eid (Cortometraje, 2003)
- En direct de Palestine (Documental, 2003)
- Ticket to Jerusalem (2002)
- Checkpoint, Waiting, Homemovie (Documental, 2002)
- Love season (Documental, 2002)
- Out of focus  (Cortometraje, 2000)
- Upside down  (Cortometraje, 2000)
- Behind the Walls (Documental, 1990)
- Stress (1998)
- Tension (Cortometraje documental, 1998)
- Rabab (Cortometraje, 1997)
- Haïfa (1996)
- Waiting (1994)
- Hatta Ishaar Akhar o  Curfew (1994)
- The Magician  (Cortometraje, 1992)
- Dar o Dour  (Documental, 1990)
- The shelter  (Cortometraje, 1989)
- Ha Miklat (Cortometraje, 1988)
- Te'udat Ma'avar (Cortometraje, 1987)
- Travel Document  (Cortometraje, 1986)

Productor
- Writing on Snow (2017)
- Falastine Stereo  (2013)
- Land of the Story (Documental, 2012)
- Al ajniha assaghira (Documental, 2009)
- Chou sar? (Documental, 2009)
- El cumpleaños de Laila (2008)
- Attente (2005)
- Arafat, mon frère (Documental, 2005)
- Ticket to Jerusalem (2002)
- Haïfa (1996)
- Ha Miklat (Cortometraje, 1988)
- Te'udat Ma'avar (Cortometraje, 1987)

Actor
- Ha-Har (Cortometraje, 1991)
- No Te Metas (Cortometraje, 1991)
- Ad Sof Halaylah (1985)
- A la deriva (1982)

Asistente del director artístico
- La tierra prometida (1987)

Asistente del decorador
- Beauty and the Beast (1987)

Decorador
- Detrás de los muros (1984)

Director de fotografía
- Arafat, mon frère (Documental, 2005)

Director artístico
- Ha-Mahtzeva (1990)

Editor
- Tension  (Cortometraje documental, 1998)

Agradecimiento
- Living Skin  (Documental, 2010)

## Premios y nominaciones
Festival Medifilm (Roma)
- Haifa ganadora del Premio a la Mejor Creación Artística en 1995.[2]
- El cumpleaños de Laila ganadora del Premio a la Mejor Película en 2009.[8]

Festival Internacional de Cine de Amien
- El cumpleaños de Laila ganadora del Premio Ciudad de Amiens en 2008.[8]
- Mataha ganadora del Fondo para creación de guiones (Screenplay Creation Fonds) en 2006
- Attente ganadora del Premio Unicornio de Oro a la mejor película en 2005
- Ticket to Jerusalem galardonada con una Mención especial en el Premio SIGNIS en 2002

Festival Internacional de Cine de El Cairo
- Haifa ganadora del Premio a la Mejor Película Árabe en 1995.[2]
- Ticket to Jerusalem ganadora del Premio Pirámide de Plata en conjunto con Büyük adam küçük ask en 2002.
- Ticket to Jerusalem nominada al Premio Pirámide de Oro en 2002.
- El cumpleaños de Laila ganadora del Premio al Mejor Guion Asia en 2009.[8]

Festival Internacional de Cine de Dubái
- Rasael men Al Yarmouk nominada al Premio Muhr al Mejor Documental en 2014
- Land of the Story nominada al Premio Muhr al Mejor Documental en 2012

Al ajniha assaghira nominada al Premio Muhr al Mejor Documental en 2009
Festival de Cine Fajr (Teherán)
- El cumpleaños de Laila ganadora del Premio Mustafa Akkad en 2009.

Festival Internacional de Cine de Hong Kong
- Falastine Stereo  galardonada con una Mención especial en el Premio SIGNIS en 2014
- Falastine Stereo nominada al Premio SIGNIS en 2014

Festival Internacional de Películas de Amor de Mons (Bélgica)
- Attente ganadora del Premio RTBF en 2006.
- El cumpleaños de Laila ganadora del Premio a la Mejor Película en 2009.[8]
- El cumpleaños de Laila ganadora del Premio del Jurado CICAE en 2009.[8]

Festival de Cine Mediterráneo de Montpellier
- Hatta Ishaar Akhar   ganadora del Premio Antígona de Oro en conjunto con Barnabo delle montagne en 1994
- Hatta Ishaar Akhar   ganadora del Premio de la Crítica en 1994

Festival Internacional de Cine de Singapur
- El cumpleaños de Laila ganadora del Premio Pantalla de Plata al Mejor Largometraje de Asia en 2009.

Festival Internacional de Cine de St. Louis (Estados Unidos)
- El cumpleaños de Laila ganadora del Premio Intercultos al Mejor Largometraje en 2009.

Festival Internacional de Cine Joven de Turín (Italia)
- Ha Miklat  nominada al Premio Ciudad de Turín en 1989.

Festival Internacional de Cine Documental de Yamagata
- Tensión nominada al Premio Ogawa Shinsuke en 1998.

Festival Internacional de Cine de Cartago (Túnez)
- Haifa ganadora del Premio de Bronce.[2]

Festival Internacional de Cine de Barcelona
- Mohammed Bakri, ganador del Premio al Mejor Actor por su participación en 'Haifa en 1995

Festival Internacional de Cine de Jerusalén
- Haifa ganadora del Premio a la Mejor Película extranjera en 1995.[2]-

Festival Internacional de Cine Euro-Árabe AMAL
- Rashid Masharawi nominado al Premio al Mejor Director en 2009 por El cumpleaños de Laila
- Mohamed Bakri nominado al Premio al Mejor Actor en 2009 por El cumpleaños de Laila

Festival Internacional de Cine de Abu Dhabi
- El cumpleaños de Laila ganadora del Premio al Mejor Guion en 2009.[8]

Festival de Cine Fajr (Teherán)
- El cumpleaños de Laila ganadora del Premio Mustafa Akkad en 2009.[8]

Jornadas Cinematográficas de Cartago (Túnez)
- El cumpleaños de Laila ganadora del Premio Tanit de Plata.[8]
- Mohamed Bakri ganador del Premio al Mejor Actor en 2009 por El cumpleaños de Laila[8]